# Stekowce
Stekowce (Monotremata) – rząd prymitywnych ssaków charakteryzujących się jajorodnością. Nazwa łacińska (jednootworowce) nawiązuje do faktu, że ich układ pokarmowy, wydalniczy oraz rozrodczy mają wspólne ujście w steku (cloaca). Praktycznie wszystkie znane stekowce zasiedlają tereny krainy australijskiej. Taksony współczesne występują w Australii oraz na Tasmanii i Nowej Gwinei (czyli na terenach tworzących Melanezję lub Sahul). Również taksony kopalne pochodzą wyłącznie z krainy australijskiej, z wyjątkiem potencjalnego dziobaka Monotrematum, którego skamieniałe zęby odkryto w dolnopaleoceńskich osadach na terenie argentyńskiej Patagonii.

## Systematyka
Rząd stekowców (Monotremata) został nazwany w 1837 roku przez Karola Lucjana Bonapartego. Dla tej grupy ssaków używano również kilku innych nazw, zwłaszcza Ornithodelphia de Blainville, 1834, jednak obecnie w powszechnym użyciu jest wyłącznie nazwa Monotremata.
Współcześnie występuje pięć gatunków stekowców należących do trzech różnych rodzajów klasyfikowanych w dwóch rodzinach: dziobakowatych (Ornithorhynchidae) i kolczatkowatych (Tachyglossidae), przez niektórych autorów klasyfikowanych w odrębnych rzędach Platypoda i Tachyglossa. Rodzina Ornithorhynchidae obejmuje tylko jednego współczesnego przedstawiciela: dziobaka (Ornithorhynchus anatinus), podczas gdy do Tachyglossidae należą dwa rodzaje: monotypowy Tachyglossus, obejmujący gatunek T. aculeatus (kolczatka australijska) z pięcioma podgatunkami (T. a. aculeatus, T. a. acanthion, T. a. lawesii, T. a. multiaculeatus, T. a. setosus), oraz Zaglossus (prakolczatka), do którego należą gatunki: Z. attenboroughi, Z. bruijnii oraz Z. bartoni; ten ostatni obejmuje cztery podgatunki (Z. b. bartoni, Z. b. clunius, Z. b. diamondi, Z. b. smeenki). Zróżnicowanie taksonomiczne stekowców w przeszłości było jednak większe, a obecnie grupa ta jest jedynie reliktowa.
Etymologia nazwy Monotremata: gr. μονος monos „pojedynczy”; τρημα trēma, τρηματος trēmatos „otwór, dziura”.

### Podział systematyczny
Do rzędu należą dwie współcześnie występujące rodziny:
- Tachyglossidae Gill, 1872 – kolczatkowate
- Ornithorhynchidae J.E. Gray, 1825 – dziobakowate

Opisano również rodziny wymarłe:
- Kollikodontidae Flannery, Archer, Rich & Jones, 1995
- Steropodontidae Flannery, Archer, Rich & Jones, 1995
- Teinolophidae Flannery, Rich, Vickers-Rich, Ziegler, Veatch & K.M. Helgen, 2022

Wymarły rodzaj o niepewnej pozycji systematycznej i nie klasyfikowany w żadnej z powyższych rodzin:
- Patagorhynchus Chimento, Agnolín, Manabe, Tsuihiji, Rich, Vickers-Rich & Novas, 2023 – jedynym przedstawicielem był Patagorhynchus pascuali Chimento, Agnolín, Manabe, Tsuihiji, Rich, Vickers-Rich & Novas, 2023

## Ewolucja
Stekowce są jedynymi współczesnymi przedstawicielami grupy prassaków (Prototheria), choć niektórzy autorzy klasyfikują je w wewnątrz australofenidów (Australosphenida). Koncepcje te nie muszą jednak stać wobec siebie w opozycji. Niektórzy autorzy sugerowali, że stekowce są blisko spokrewnione z torbaczami (hipotetyczny klad obejmujący te dwie grupy nazwano Marsupionta), jednak zdecydowana większość analiz odrzuca taką hipotezę, wskazując na siostrzaną pozycję stekowców względem kladu ssaków żyworodnych (Theria). Iwachnienko (2009) twierdził nawet, że stekowce oddzieliły się od linii ewolucyjnej terapsydów prowadzącej do ssaków tak dawno, że ze ssakami żyworodnymi bliżej spokrewnione są nawet sfenakodonty, takie jak Dimetrodon. Koncepcja ta również wydaje się jednak bardzo mało prawdopodobna, a obecnie zdecydowana większość autorów twierdzi, że to stekowce należą do kladu siostrzanego względem Theria – niezależnie od tego, czy nazywają go Prototheria, czy Australosphenida.

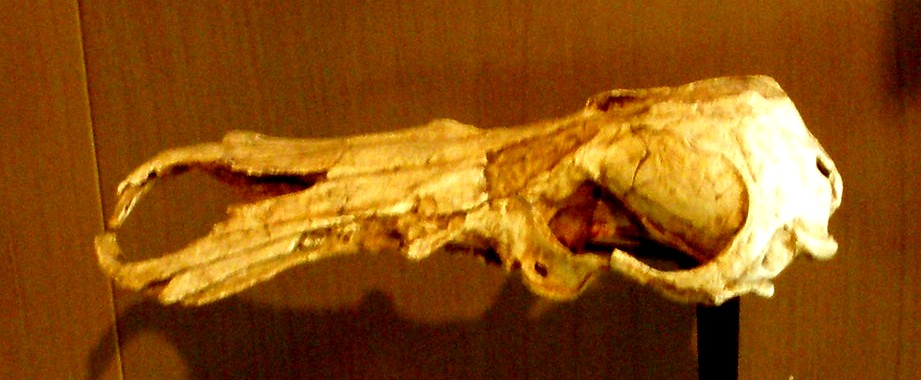
Czaszka Obdurodon dicksoni – mioceńskiego przedstawiciela dziobakowatych

Czas rozdzielenia się linii ewolucyjnych prowadzących do stekowców oraz do pozostałych ssaków szacuje się przeważnie na środkową lub wczesną jurę, choć niektóre oszacowania sięgają późnego triasu, co odpowiada zapisowi kopalnemu. Bardziej kontrowersyjną kwestią jest czas podziału stekowców na linie ewolucyjne: „dziobakową” i „kolczatkową”. Datowania molekularne zazwyczaj nie przekraczają 130 mln lat, a zdecydowana ich większość wskazuje na dywergencję już po wymieraniu kredowym. Z mezozoiku znane są prassaki takie jak Kollikodon i Steropodon, jednak możliwe, że filogenetycznie poprzedzają one rozdział linii ewolucyjnych „dziobakowej” i „kolczatkowej” – nie byłyby więc stekowcami sensu stricto. Pewne skamieniałości sugerują jednak, że podział stekowców na formy dziobakopodobne i kolczatkopodobne może być starszy niż sugerują to dane molekularne: np. niekompletna kość ramienna z dolnej kredy Australii przypomina swą budową kości ramienne kolczatek – jest ona jednak zbyt fragmentaryczna, by mieć pewność co do pozycji filogenetycznej jej właściciela. Z osadów dolnokredowych pochodzą również szczątki Teinolophos, którego uważano za stekowca spokrewnionego bliżej z dziobakami niż z kolczatkami. Ustalenie pozycji filogenetycznej tego taksonu jest jednak skomplikowane – niektóre cechy, takie jak obecność rowka Meckela, sugerują, że nie należy on do Monotremata sensu stricto. Analiza filogenetyczna przeprowadzona przez Rowe’a i współpracowników (2008) potwierdza jednak pokrewieństwo Teinolophos (a także Steropodon) z dziobakami. Jeśli autorzy ci mają rację, oznaczałoby to, że podział stekowców na linie ewolucyjne „dziobakową” i „kolczatkową” miał miejsce nie później niż we wczesnej kredzie, a więc znacznie dawniej niż przeważnie sugerują to dane molekularne. Np. Phillips i in. (2009) nie zgadzają się jednak z taką interpretacją, sugerując rozejście się tych dwóch linii nie dawniej niż 48 mln lat temu, a Teinolophos i Steropodon uznają za bardziej pierwotne prassaki.
Mezozoiczny zapis kopalny stekowców jest ubogi, nieco więcej skamieniałości pochodzi z kenozoiku. Z paleocenu pochodzą pojedyncze zęby opisane jako Monotrematum. Zwierzę to może być najstarszym przedstawicielem dziobakowatych. Z oligocenu i miocenu znane są szczątki dwóch gatunków z rodzaju Obdurodon, prawdopodobnie także należącego do dziobaków. Z pliocenu i plejstocenu pochodzą szczątki kolczatki Megalibgwilia, a także „Zaglossus” hacketti oraz przedstawicieli wszystkich współczesnych rodzajów. „Zaglossus” hacketti jest największym spośród znanych stekowców (masa ciała wynosiła około 20 kg), natomiast Megalibgwilia i największe współczesne prakolczatki (Zaglossus) osiągają masę do 10 kg.

## Morfologia i ekologia
Obie główne linie ewolucyjne stekowców znacznie się między sobą różnią: kolczatki skolonizowały środowiska lądowe, całkowicie zanikły u nich zęby, natomiast na grzbiecie wykształciły się silne kolce. Dziobaki natomiast są zwierzętami wodnymi, gdzie żywią się głównie mięczakami. Prawdopodobnie lądowe kolczatki pochodzą od przynajmniej częściowo wodnych przodków – być może nawet od zwierząt obecnie klasyfikowanych jako dziobakowate.
Monofiletyzm stekowców potwierdzają wszystkie dotychczasowe analizy filogenetyczne. Liczba synapomorfii definiujących ten klad jest bardzo duża i obejmuje m.in. cechy szkieletowe i miologiczne, takie jak brak rowka Meckela (niezależnie także u Theria), obecność „rynienki żuchwowej”, „wiosłowatych” chrząstek żebrowych i rogowych brodawek na języku czy brak małżowin usznych. Stekowce cechują się także wieloma cechami odziedziczonymi po przodkach, m.in.: składają kleidoiczne jaja i mają ząb jajowy, mają stek, a u samców nie występuje moszna, obecne są kości nadłonowe (występują także u torbaczy), krucze, przedkrucze i międzyobojczykowe. Z innymi ssakami łączy je natomiast m.in.: budowa żuchwy (złożonej tylko z kości zębowej), obecność trzech kostek słuchowych (prawdopodobnie paralelnie u stekowców i ssaków żyworodnych, tj. u ostatniego wspólnego przodka ssaków trzy kosteczki nie występowały), gruczołów mlekowych i owłosienia.
Długość ich ciała waha się między 40–80 cm, zaś masa między 0,5–10 kg. Stekowce są stałocieplne, jednakże temperatura ich ciała jest dość niska (31–32 °C), a w niesprzyjających warunkach mogą popadać w rodzaj odrętwienia, który jednak nie jest hibernacją. Mają dobry węch, występuje u nich narząd Jacobsona. Serce jest czterodzielne. Wykazują zdolność do elektrolokacji.
Samice składają 1–3 jaj otoczonych miękkimi, skórzastymi osłonami. Młode wylęgają się po około 10 dniach.